# 경기도의 시내버스
경기도의 시내버스는 경기도를 주관으로 담당하는 시내버스이다. G BUS라는 브랜드를 사용하고 있다.
이 문서에서는 경기도의 시내버스 전반에 관한 내용과 경기도청에서 시행하는 시내버스 정책 사업에 대해 다루고 있다. 지역별 노선의 경우 각 지역별 시내버스 문서를 참고.

## 노선 종류
- 광역급행버스
- 직행좌석버스
  - 경기도 공공버스
  - 간선급행버스
  - 경기순환버스
  - 경기 프리미엄버스
- 일반좌석버스
- 도시형버스
  - 맞춤형버스
- 마을버스: 법적으로 시내버스에 속하지 않으나, 운임의 차이를 제외하고 이용 시 시내버스와 차이가 없다.

차량의 급이 위계에 따라 엄격하게 구분된 것은 아니다. 수요가 많거나 경쟁이 심한 구간을 운행하는 노선에는 해당 급보다 더 상위 급의 노선에서 주로 사용되는 차량을 들여오는 경우도 있으나, 그 반대의 경우도 있다.

## 운임
- 경기도의 시내버스는 대한민국 여객자동차 운송사업법에 규정된 무임 운송 대상과 별도로, 보호자와 동행하는 만 6세 미만의 어린이 세 명까지 무임 탑승할 수 있다. 또한 청소년, 초등학생 할인은 다음과 같이 적용된다.
  - 어른 운임 : 만 19세 생일 ~
  - 청소년 운임 : 만 13세 생일 이후 ~ 만 18세 생일
  - 초등학생 운임 : 만 6세 생일 이후~ 만 12세 생일

다음은 상세한 운임표다.

### 기본운임
| 종류                | 나이                    | 현금 (원) | 카드 (원) | 조조요금 (원) |
| ------------------- | ----------------------- | --------- | --------- | ------------- |
| 일반시내 (DRT)      | 어른 (만 19세 이상)     | 1,500     | 1,450     | 1,250         |
| 일반시내 (DRT)      | 청소년 (만 12세 ~ 18세) | 1,100     | 1,010     | 870           |
| 일반시내 (DRT)      | 어린이 (만 6세 ~ 11세)  | 800       | 730       | 630           |
| 일반좌석            | 어른 (만 19세 이상)     | 2,500     | 2,450     | 2,050         |
| 일반좌석            | 청소년 (만 12세 ~ 18세) | 1,900     | 1,820     | 1,520         |
| 일반좌석            | 어린이 (만 6세 ~ 11세)  | 1,700     | 1,640     | 1,370         |
| 직행좌석 (간선급행) | 어른 (만 19세 이상)     | 2,900     | 2,800     | 2,400         |
| 직행좌석 (간선급행) | 청소년 (만 12세 ~ 18세) | 2,000     | 1,960     | 1,680         |
| 직행좌석 (간선급행) | 어린이 (만 6세 ~ 11세)  | 2,000     | 1,960     | 1,680         |
| 경기순환            | 어른 (만 19세 이상)     | 3,100     | 3,050     | 2,600         |
| 경기순환            | 청소년 (만 12세 ~ 18세) | 2,200     | 2,140     | 1,820         |
| 경기순환            | 어린이 (만 6세 ~ 11세)  | 2,200     | 2,140     | 1,820         |
| 광역급행(M버스)     | 어른 (만 18세 이상)     | 2,900     | 2,800     | 2,300         |
| 광역급행(M버스)     | 청소년 (만 12세 ~ 17세) | 2,100     | 2,000     | 1,600         |
| 광역급행(M버스)     | 어린이 (만 6세 ~ 11세)  | 1,600     | 1,600     | 1,300         |

- 수도권 통합운임제 적용[1]으로 서울 - 경기 - 인천 간은 자유로이 환승 할인이 가능하다.
- 동일노선의 경우 환승할인이 불가능하다.
- 혼동 방지를 위해, 추가 운임이 발생하므로, 하차시에도 반드시 교통 카드를 단말기에 태그하는 것이 권장된다.
- 번호가 부여된 시외버스는 경기버스정보시스템에 실시간 위치 안내를 위해 임의로 번호가 부여된 것일뿐 수도권 통합운임제와 전혀 관련이 없으므로 환승할인이 적용되지 않는다.
- 경기순환버스는 직행좌석버스 도색이나, 경기순환버스 운임 체계를 별도로 마련하였다.
- 경기도 차적의 광역급행버스는 국토교통부 통합 운임체계를 따른다.
- 마을버스는 지자체별로 운임이 다르다. 자세한 운임에 대해서는 개별 시의 마을버스 문서를 참조하라.
- 2017년 5월 27일부터 청소년 요금이 기존 성인 요금의 20% 할인된 금액에서 30% 할인으로 할인폭을 높였다.[2]

### 거리별 운임
- 도시형 (시내일반), 마을버스 : 10km까지 기본운임 / 초과거리 5km당 100원 추가 - 좌석형버스를 이용하지 않을 시
- 좌석형 (일반좌석버스 / 직행좌석버스) : 30km까지 기본운임 / 초과거리 5km당 100원 추가 - 좌석형버스를 1회 이상 이용시

#### 도시형버스, 경기순환버스, 국토교통부의 광역급행버스의 종량 운임제 관련
- 도시형버스의 경우 거의 모든 노선, 경기순환버스와 국토교통부의 광역급행버스의 경우 모든 노선이 거리비례형 구간운임제로, 내릴 때 카드를 찍지 않으면 다음 승차시 최대 1,100원이 추가 부과된다.
  - 일부 도시형버스의 경우 10 km 이상을 운행하나 전 구간 기본 운임을 부과하기도 한다.
- 기존의 구간별 운임제는 한 노선의 구간을 수 개 ~ 10여 개로 분할하여 법령에 의해 정해진 범위 내에서 징수하였으나, 일반적으로 같은 시(市) 내의 구간에 대해서는 별도의 추가 운임을 징수하지 않아, 이로 인해 거리의 형평성에 따른 문제가 있었다.
- 현재의 거리별 운임제는 개별 정류장 단위로 구간을 분할하여 10 km[3] 초과 승차시 5km당 100원이 추가되며, 같은 시(市) 내의 구간에서 탑승하여도 별도의 추가 운임을 징수함으로써 거리의 형평성, 환승 수단에 따른 형평성의 문제를 해결하였다. 최대 추가 운임은 1회 승차시에 한해 700원까지만 부과되나, 환승 이동시에는 실제 이동 거리에 따라 부과한다.
- 경기순환버스의 최장거리 운임은 8906번의 덕정동 - 범계역 구간으로, 기본 및 추가 운임의 총합은 현금 3,000원이다.
- 또한, 이 사항은 서울 및 인천 시내구간만 탑승하는 경우에도 동일하게 적용한다.

## 시내버스 위치정보 안내
- 경기버스정보 (GBIS) 웹사이트에서 경기도 시내버스, 마을버스, 시외버스 도착정보를 제공하고 있다.
- 전화로 시내버스의 도착 정보를 확인할 수 있다.
- 1688-8031 > 9 > 정류장번호 > 노선번호 #

## 간선급행버스
기존 직행좌석버스의 정차 정류장 수 증가로 인해 정류장 수를 최소화하여 운행시간을 단축할 목적으로 운행하는 광역버스로, 2008년 9월 15개 노선을 신설했다. 2021년 8월 1일에 전 노선이 경기도 공공버스로 편입되면서 명칭을 사용하지 않는다. 간선급행버스체계(BRT)와는 이름이 유사할 뿐 큰 관련은 없다.
- ● 8001번 : 대성리 - 신사동고개
- ● 8002번 (2층버스 혼용) : 대성리 - 잠실광역환승센터
- ● 8002-1번 (출근형급행) : 대성리 - 잠실광역환승센터
- ● 8005번 : 유명산 - 현대코아
- ● 8012번 (2층버스 혼용) : 광릉내 - 잠실광역환승센터
- ● 8100번 : 단국대.치과병원 - 서울역버스환승센터(5번승강장)(중)
- ● 8501번 : 수원대학교 - 신분당선강남역(중)
- ● 8600번 : 휴먼시아9단지 - 시청.서소문청사
- ● 8601번 : 대포리차고지 - 시청.서소문청사
- ● 8800번 : 수원터미널 - 서울역버스환승센터(6번승강장)(중)

## 경기순환버스
2010년 8월 23일 경기도에서 경기순환버스를 신설하였다. 간선급행버스의 일부로 취급되며, 6개 노선이 운행중이다.
- ● 8106번 : 오리역 - 반달마을.법원.검찰청
- ● 8109번 : 오리역 - 킨텍스제2전시장[5]
- ● 8401번 : 송산주공1.9단지 - 수원역 노보텔수원[6]
- ● 8407번 : 범계역 - 킨텍스제2전시장
- ● 8409번 : 경기도청북부청사 - 수원역.노보텔수원[7]
- ● 8906번 : 덕정역 - 롯데백화점.범계역[8]

## 굿모닝 급행버스
허브 앤드 스포크 방식을 취하여 거점 정류장만을 정차하여 경기도와 서울을 잇는 급행버스로, 2016년 10월 15일 김포시에서 G6000번이 개통한 이래 2021년 8월 1일에 전 노선이 경기도 공공버스로 편입되면서 명칭을 사용하지 않는다.
- ● G1300번 (2층버스 혼용): 덕정역 - 회천3동주민센터 - 옥정고등학교 - 이편한세상11단지 - 덕현초교, 덕고개 - 의정부 민락BRT정류소 - 잠실역
- ● G5100번 (2층버스): 수원 경희대학교 - 영통 - 영덕동 - 신논현역
- ● G6000번 (2층버스 혼용): 김포 한강신도시 - 신촌역
- ● G7111번 (2층버스): 파주 교하동차고지 - 운정신도시 - 디지털미디어시티역 - 연세대 - 서울역
- ● G7426번 : 파주 운정신도시 - 양재역
- ● G7625번 : 파주 운정신도시 - 여의도
- ● G8110번 : 성남 오리역 - 서현역 - 판교역 - 종로2가

## 공공버스
2020년 3월 1일 일요일 경기도에서 경기도 공공버스를 신설하였다. 기존 직행좌석버스 노선을 준공영제로 전환하였으며, 노선 번호 앞에 G가 붙은 노선은 급행 노선이다.

## 경기 프리미엄버스
프리미엄 고속버스를 이용하여, 경기도와 서울특별시간 편리한 이동을 위하여 개설된 광역급행버스의 일종이다. 2020년 11월 2일부터 2개 노선이 개설되었으며, 각 노선은 아래와 같으며 2020년부터 도입되는 경기 프리미엄버스의 경우 경기 프리미엄버스 도색으로 도입되었다.

## 맞춤형버스
교통이 불편한 지역에 맞춤형으로 운행되는 버스이다. 2015년 8월 13일 파주시를 시작으로 경기도 곳곳의 시·군에서 운행하고 있다.

## 2층 버스 운행
광역버스 입석금지 조치 이후로 경기도민의 서울 출퇴근 문제의 대안으로 2층 버스의 투입이 제시되어 왔으며, 이에 2014년 12월 김포시, 남양주시, 수원시 지역에서 2층 버스 시범 운행을 하였다. 2015년 10월 김포시의 8601번 노선에 2층 버스가 최초로 투입되어 운행을 개시하였으며, 이후 경기도 각지의 급행버스에 2층 버스가 투입되었다. 2층 버스의 높이가 기존의 일반 버스보다 높기 때문에, 육교나 터널 등을 통과할 때에 발생할 수 있는 사고를 방지하기 위해 기존 노선과 다른 노선으로 운행하는 경우가 종종 있다.

### 노선 목록
구리시
- ● 1680번: 갈매역 - 잠실역광역환승센터

고양시
- ● 1000번: 대화동 - 서울역

광주시
- ● 1113-1번: 동원대학교 - 강변역

김포시
- ● 6427번: 구래역 - 강남역
- ● 7000번: 김포 한강신도시 - 당산역
- ● G6003번: 김포(통진) - 당산역
- ● 7100번: 구래리차고지 - 당산역
- ● 8600번: 구래역 - 광화문
- ● 8601번: 김포 마산역 - 당산역 - 마포역 - 광화문

남양주시
- ● 1001번: 청학리 -별내지구 - 잠실역광역환승센터
- ● 1003번: 다산신도시 - 잠실역광역환승센터
- ● 1670번: 덕소 - 잠실역
- ● 8002번: 대성리 - 마석역 - 잠실역광역환승센터
- ● 8012번: 광릉내 - 잠실역광역환승센터

성남시
- ● 3330번: 도촌동 - 안양역
- ● 9300번: 도촌동 - 서울역
- ● 4500번: 사송동차고지 - 수원터미널

수원시
- ● 3008번: 권선동 - 신논현역
- ● G5100번: 수원 경희대 - 강남역
- ● 7770번: 수원역 - 사당역
- ● 7780번: 웃거리 - 사당역
- ● 7800번: 호매실지구 - 사당역

시흥시
- ● 3200번: 포동차고지 - 서초역1번출구
- ● 3300번: 능곡공영차고지 - 강남역.역삼세무서
- ● 3400번: 한국산업기술대.시흥터미널 - 강남역.역삼세무서

안산시
- ● 300번 (공휴일): 중앙역앞 - 대부해양본부
- ● 5609번: 그랑시티자이정문 - 여의도환승센터(2번승강장)

양주시
- ● G1300번: 덕정역 - 옥정,고읍지구 -  의정부 민락BRT - 잠실역광역환승센터

용인시
- ● 5000번: 명지대학교 - 동백지구 - 서울역
- ● 5001번: 명지대학교 - 기흥역 - 강남역
- ● 5002번: 명지대학교 - 에버랜드 - 강남역
- ● 5003번: 명지대학교 - 동백지구 - 강남역
- ● 5006번: 광교차고지 - 강남역
- ● 5500-1번: 광교차고지 - 서울역

오산시
- ● 1311번: 오산대 - 강남역
- ● 5300번: 오산역 - 강남역

의정부시
- ● G6000번: 신동아파밀리에 - 산들마을2단지 - 민락2지구 - 잠실역광역환승센터
- ● G6100번: 경기도청북부청사 - 민락2지구 - 고산지구 - 잠실역광역환승센터

파주시
- ● 2200번: 맥금동 - 홍대입구
- ● G7111번: 교하동 - 서울역
- ● 7300번: 임진각 평화누리공원 - 홍대입구
- ● 7500번 (공휴일): 운정신도시 - 마장호수
- ● 7700번/7701번 (공휴일): 금촌역 - 감악산
- ● 9030번: 교하동 - 영등포역
- ● 9710-1번: 문산 - 서울역
- ● G7426번: 파주운정 - 강남역

포천시
- ● 3100번: 대진대 - 의정부 - 양재역
- ● 3006번: 경복대 - 잠실역광역환승센터

하남시
- ● 9302번: BRT환승센터 - 미사강변동로 - 잠실역환승광역센터
- ● 3000번: 미사강변호반써밋 - 야탑역 - 금토천교(판교)

화성시
- ● 3102번: 새솔고등학교 - 강남역
- ● 4403번: 동탄1신도시 - 신논현역
- ● 4108번: 동탄신도시 - 서울역
- ● 6001번: 동탄2신도시 - 강남역
- ● 6002번: 동탄2신도시 - 신논현역
- ● 6003번: 동탄2신도시 - 판교역
- ● 8155번: 향남터미널 - 사당역

지역이나 노선별로 상이하지만, 서울특별시의 시내버스처럼 차내에 음식물 반입이 금지된 노선도 있고, 반대로 음식물 반입을 하더라도 승차를 허용하는 노선도 있다. 음식물 반입이 금지된 노선의 경우, 차내에 픽토그램과 함께 '음식물 반입금지'라고 쓰인 스티커가 붙어있다.

## G BUS TV
좌석 뒷면에 붙어있던 기존 스티커형 광고지의 미미한 광고효과 개선과 승객의 무료함을 해소할 목적으로 2012년 1월부터 설치된 TV형 광고판이다. 주로 이 차량의 노선 번호, 서울/경기도의 날씨 및 미세먼지 정보, 이번 정거장/다음 정거장, 다음 버스 도착예정 시간, 화면 하단의 자막뉴스(경기도 뉴스 포함)가 송출되며, 광고면에는 경기도의 정책이나 공익광고, 행사, 기타 재미있는 영상 컨텐츠 등을 광고한다.

### G BUS TV의 현재 광고면 영상 컨텐츠 목록 (2019. 9 기준)
- 경기도 지자체 및 정책, 행사 홍보 영상
- 시내버스 에티켓 공익광고 '두유노우? 젠틀버스!'

- SBS 비디오머그: 시사, 정치, 경제, 사회, 연예, 스포츠, 생활 관련 이슈를 짧게 소개하는 SBS의 뉴스 프로그램
- 시사저널e
- 복숭아 오락관: 배우 김시은의 15초~30초 간의 짧은 게임 컨텐츠
- 휴몬 뮤직비디오: 이름 그대로 뮤직비디오. 추천할 뮤직비디오가 없는 경우 결방되기도 한다.
- 해요TV: 다양한 아이돌 스타들의 사생활을 보여주는 리얼리티 컨텐츠. 카카오 TV, 유튜브에서도 송출되었지만 2017년 가을부터는 경기도 시내버스 광고면에서도 송출된다.
- 온라인 화제영상: 유튜브의 재미있는 영상을 송출한다. 모두 원작자 허락을 받아 올리며, 원본 링크가 함께 제공된다.
- 티웨이항공 취항지 소개영상: 티웨이항공의 승무원들이 자사 항공편의 취항지를 소개하는 짧은 영상.
- TV 프로그램 하이라이트 영상: TV에서 방영된 프로그램들의 하이라이트를 짧게 뽑아 보여준다.
- 사물궁이 잡학지식: 잡다한 지식을 소개하는 영상 컨텐츠. 서울특별시 시내버스에서도 송출된다.
- 쉐어하우스: 실생활에서 활용가능한 유용한 팁들을 보여준다.
- 대처법: 일상생활에서 일어나는 소소한 일들에 대한 창의적인 대처법을 소개한다. 유튜브 쉐어하우스 채널에서 독립.

- 단편 애니메이션
  - 이얍! 스페이스 정글
  - 스푸키즈

## 연혁
과거에는 각 시군 별로 도색이나 운임 등이 매우 다양해지게 되었으나 2006년 7월에 경기도에서 경기버스 브랜드를 최종 확정한 이후 모두 하나의 기준에 통합하게 된 상태. 도색 뿐만 아니라 이 시기에 통합하게 된 운임 체계. 2015년 10월부터 경기도 김포시를 시작으로 순차적으로 2층버스 도입 시작. 2020년 말 ~ 2021년 초 이후 신도색 적용 시작.